# Wimbledoni teniszbajnokság
A wimbledoni tenisztorna (hivatalos nevén: The Championships), a legrégebbi és a legtöbb hagyománnyal bíró teniszverseny a világon. Az évente megrendezett négy legrangosabb teniszverseny, a Grand Slam-tornák egyike, és történelme, valamint nagy hagyományai miatt ezek közül is Wimbledon a leghíresebb és sokak szerint a legkiemelkedőbb.
A wimbledoni tenisztornát minden évben nyár elején, június-július hónapban rendezik meg füves pályán, az All England Lawn Tennis and Croquet Clubban, Angliában. A négy Grand Slam-torna közül ezt az egyet játsszák füves borításon.
Wimbledon minden évben a harmadik Grand Slam-torna (Australian Open: januárban, Roland Garros: május végén, US Open: szeptemberben van). A torna két hétig tart, de az esős angliai időjárás miatt sokszor hosszabb-rövidebb időre fel kell függeszteni vagy el kell halasztani a meccseket. 2009-ben fejeződött be, és azóta működik a centerpályán a behúzható tető, amely 10 perc alatt záródik be.
Mint minden Grand Slam-tornán, itt is több versenyt rendeznek meg egyidejűleg: a legnagyobb figyelmet az egyéni versenyek (női egyes, férfi egyes) kapják, de játszanak női, férfi és vegyes párost is. A vegyes páros kivételével az összes versenyszámot megrendezik a junior versenyzők számára is. Speciális meghívásos versenyek a 35 és 45 év fölötti férfi páros, illetve a 35 év feletti női páros tornák, valamint minden évben rendeznek kerekesszékes bajnokságot is. Érdekesség, hogy a torna hagyományainak megfelelően a versenyzők csak fehérben léphetnek pályára.

## Rövid történet
Az első wimbledoni bajnokságot 1877-ben rendezték az All England Lawn Tennis and Croquet Club (röviden: All England Club) felügyelete alatt. Ekkor még csak férfi egyes versenyt rendeztek. Az All England Club először 1884-ben rendezett női egyéni és férfi páros versenyt. A női és a vegyes páros versenyeket 1913-ban vezették be. 
A bajnokság 1922-ben költözött jelenlegi helyére.
1921-ig az előző év nyertese nem játszott a kieséses szakaszban, a cím megvédéséért csak egyetlen mérkőzést vívott a kieséses szakasz győztese mint kihívó ellen. Ez alól kivétel volt a női páros és a vegyes páros versenyszám. Ez azonban ahhoz vezetett, hogy sokan könnyedén megvédték előző évi címüket, hiszen sokkal többet pihenhettek, mint a kihívók, akik kezdettől fogva játszottak. Ezért 1922-ben eltörölték ezt a szabályt, és azóta a címvédők is játszanak az első körtől kezdve.

## Versenyek
- Az öt fő versenyszám: férfi egyes, női egyes, férfi páros, női páros, vegyes páros.
- Junior versenyek: fiú egyes, lány egyes, fiú páros, lány páros (vegyes páros nincs)
- Négy meghívásos verseny: 35 és 45 év feletti férfiaknak egyes, 35 év feletti nőknek egyes, férfi kerekesszékes verseny

A férfi egyéni és páros meccseket 3 nyert szettig (maximum 5 szett), a többi versenyszám meccseit 2 nyert szettig játsszák (maximum 3 szett). A legtöbb versenyszámban egyenes kieséses rendszer van, aki bármelyik meccsét elveszti, azonnal kiesik a versenyből (kivétel: a 35 év feletti női és férfi meghívásos versenyek, ezeken csoportkörök vannak).
A torna minden évben a június 20. és június 26. közé eső hétfőn (hat héttel az első augusztusi hétfő előtt), két héttel a Queen’s Club Championships vagy a Németországban megrendezett halle-i Gerry Weber Open után kezdődik. A két felkészítő tornát füves pályán játsszák. 
Wimbledon két hétig tart, a fő versenyszámok rendszerint kitöltik mind a két hetet, míg a junior és a meghívásos versenyek főleg a második héten zajlanak. 
Hagyományosan nincs meccs a két hét közötti vasárnapon („Middle Sunday”). Az eső és a csúszások miatt azonban három évben is (1991, 1997, 2004) kénytelenek voltak megszegni ezt a hagyományt a torna rendezői.
Szintén hagyomány, hogy az első mérkőzést - a még ki nem kopott füvön - a férfi címvédő játssza.

## Játékosok
Az egyéni versenyeken 128 teniszező, a női és férfi páros versenyeken 64 pár, a vegyes pároson 48 pár indulhat. A teniszezők a hivatalos világranglistán betöltött helyük alapján kerülhetnek be az eseményre, de figyelembe veszik a teniszezők füves tornákon elért korábbi eredményeit is. 
Egy erre a célra létrehozott társaság és a torna szervezője bírálják el a jelentkezéseket, és döntik el, melyik játékosok jutnak azonnal főtáblára (kiemeltként vagy nem kiemeltként). A társaság megajánlhat wild card-ot olyan játékosoknak is, akik világranglista-helyezésük alapján nem vehetnének részt a versenyen. Wild cardot olyan játékosok kaphatnak, akik a korábbi években jó eredményeket értek el, vagy akik részvételükkel felkeltik a közönség érdeklődését. 
Azok a játékosok vagy párosok, akik nem kapnak wild cardot, és nincs elég magas világranglista-helyezésük ahhoz, hogy azonnal főtáblára kerüljenek, kvalifikáción vesznek részt. Az egyéni kvalifikációk általában háromkörösek, a párosok kvalifikációja azonban csak egy körből áll. (Még soha nem nyert olyan játékos, aki kvalifikációs körökből jutott főtáblára.)
A junior versenyzők a junior világranglista alapján vagy kvalifikációs körök után vehetnek részt a tornán. A bizottság dönti el, kik kapnak meghívást a meghívásos versenyekre.

### Kiemelt játékosok
Egyéni versenyszámokban 32 versenyző, páros versenyeken 16 pár kaphat kiemelést.
A bizottság a világranglista-helyezésnek megfelelően osztja ki a kiemeléseket a legjobb játékosoknak, de nem feltétlenül követi hűen a ranglistát: a játékosok korábbi füves teljesítményét figyelembe véve megváltoztathatja a kiemeltek sorrendjét. A kiemeltek a sorsolásnál meghatározott helyre kerülnek, az első és a második körben kiemelt nem játszhat kiemelttel. A jobb helyen kiemeltek annyi előnyt élveznek, hogy csak a későbbi körökben találkozhatnak hasonló helyen kiemelt játékossal: az első négy kiemelt például különböző negyedekbe kerül, így legkorábban az elődöntőben találkozhatnak egymással (az első és második kiemelt pedig csak a döntőben).

## Pályák

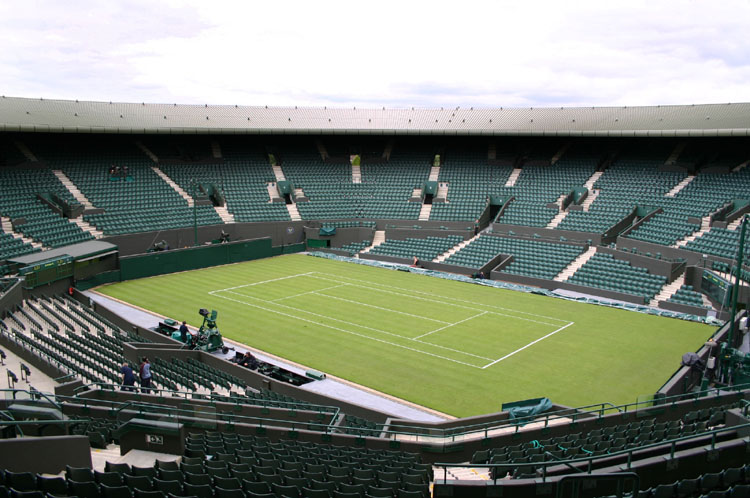
Az 1. pálya

A füves borításon a labda nagyon felgyorsul, és csak alacsonyra pattan fel. Ez kedvez a szerva-röpte játékosoknak (például Rod Laver, Pete Sampras). A füvön évekig verhetetlen Roger Federer szintén kiválóan röptézik, de az ő játéka elsősorban all-court játék, tehát lefedi az egész pályát.
Wimbledonban 19 teniszpályán folynak a versenyek. A centerpályát (Centre Court) csak a wimbledoni tenisztorna két hetében használják, de a többi pálya néha otthont ad más sporteseményeknek is az év során. 2012-ben azonban a londoni olimpiai játékok alkalmából az összes pályát megnyitották teniszmeccsek számára.
A centerpálya 1922-ben nyílt meg, amikor az All England Lawn Tennis and Croquet Club a jelenlegi helyére, a Church Roadra költözött. Körülbelül 15000 ember fér be a stadionba. A lelátó déli oldalán található a Royal Box, ahol a királyi család egyes tagjai vagy más méltóságok foglalnak helyet. A korai körökben a centerpályán az első helyeken kiemelt játékosok játszanak, később pedig a fő versenyszámok elődöntőit és döntőit mind itt játsszák. 2009-ben állt először rendelkezésre a centerpálya mozgatható tetőszerkezete, amelynek behúzása 8-10 percig tart, s 20-30 percet vesz igénybe, amíg a szellőztetőberendezés biztosítja a megfelelő páratartalmat a zárt térben. Az első mérkőzésre, amelyet részben tető alatt játszottak le, 2009. június 29-én Amélie Mauresmo és Gyinara Szafina között került sor. Ugyanezen a napon volt látható az első olyan mérkőzés, amelyet teljes egészében zárt tető alatt vívtak meg: Andy Murray 3 óra 56 perc alatt győzte le öt szettben a svájci Stanislas Wawrinkát a negyedik fordulóban.
A második legfontosabb pálya a No. 1. Court. A jelenlegi pálya 1997-ben épült, és kb. 11000 néző fér el a lelátókon (a korábbi stadion befogadóképessége túl kicsi volt). A harmadik legnagyobb pálya az ún. „bajnokok temetője”. Az elnevezést azért kapta, mert sok korábbi bajnok búcsúzott ezen a pályán a korai körökben (például John McEnroe, Boris Becker, Pete Sampras, Serena Williams). A pályákon kívül van egy hatalmas kivetítő, ahol a szurkolók követhetik a meccseket (Henman Hill).
A pályák füvét régen 5 centisre nyírták, de aztán egy játékost megcsípett a kígyó, és azóta jobban lenyírják.

## Hagyományok
Wimbledon hagyományos színei a sötétzöld és a lila. Az All England Club előírja a játékosoknak, hogy szinte teljesen fehér ruhát viseljenek. Ez volt az ok, ami miatt a fiatal Andre Agassi bojkottálta a tornát az 1990-es években. Semelyik másik Grand Slam-torna nem írja elő ilyen szigorúan a játékosok viseletét. A wimbledoni tenisztornát hagyományosan a megelőző év férfi győztese nyitja meg a centerpályán: ő játssza az első mérkőzést. 2003-ig a versenyzőknek meg kellett hajolniuk a királyi család tagjai előtt, 2003-ban azonban Kent grófja elhatározta, hogy szakít a hagyománnyal, és a versenyzőknek csak akkor kell meghajolniuk, ha a királynő vagy a walesi herceg is jelen van.

## Döntők
- Férfi egyes döntők
- Női egyes döntők
- Férfi páros döntők
- Női páros döntők
- Vegyes páros döntők

## Galéria

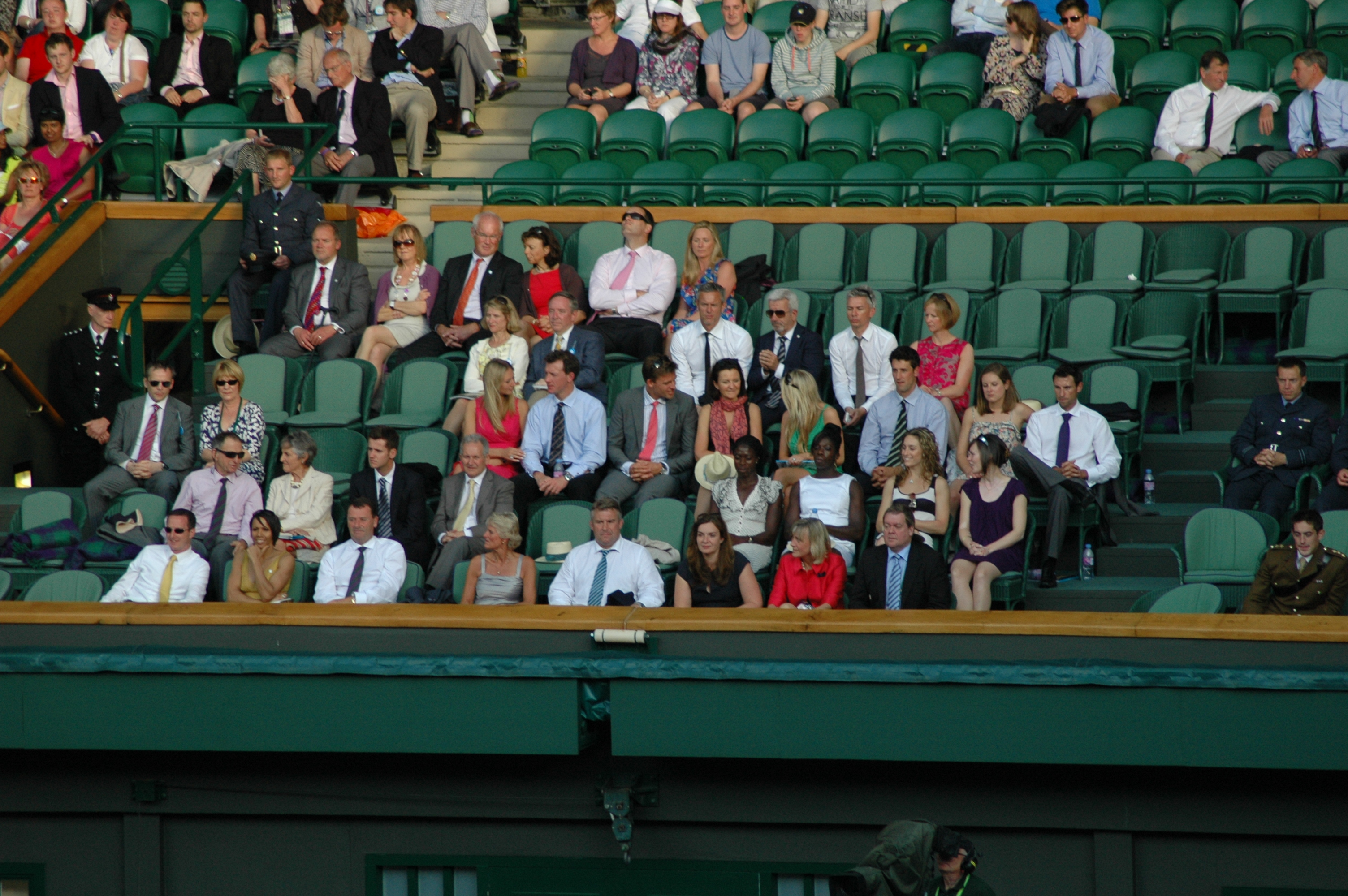
A királyi páholy a centerpályán
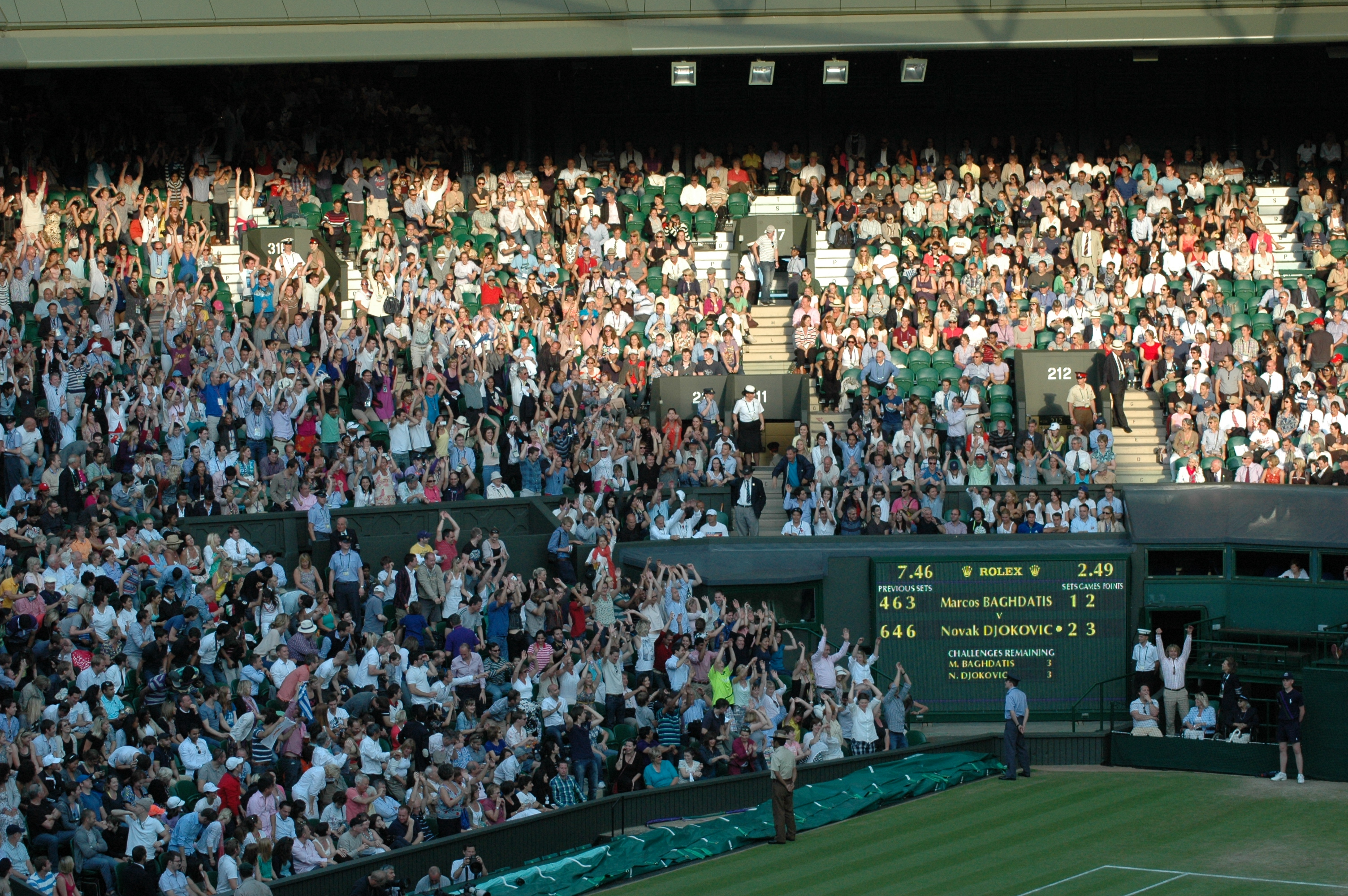
Telt ház a centerpályán
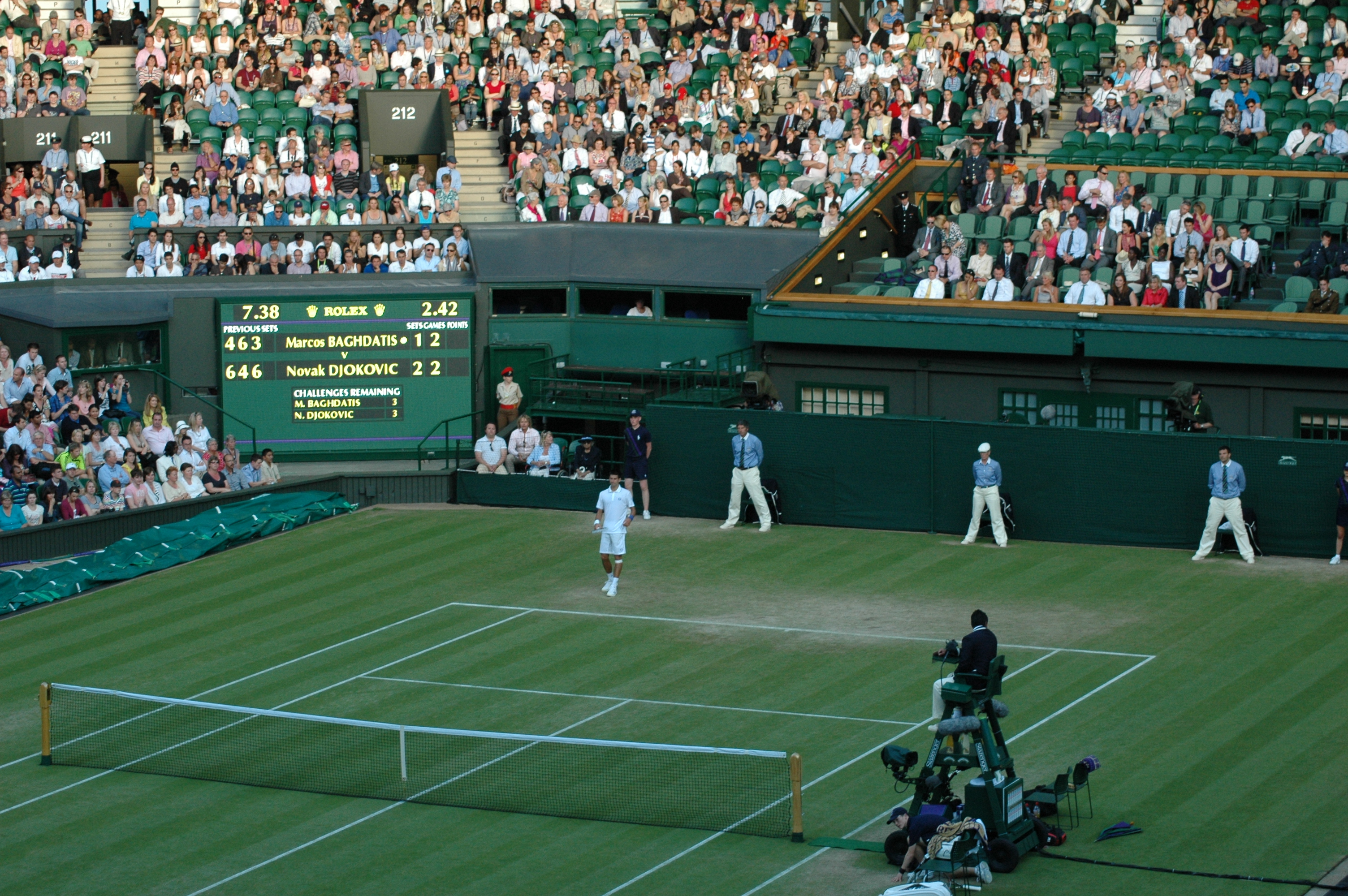
A centerpálya mérkőzés közben (2011)
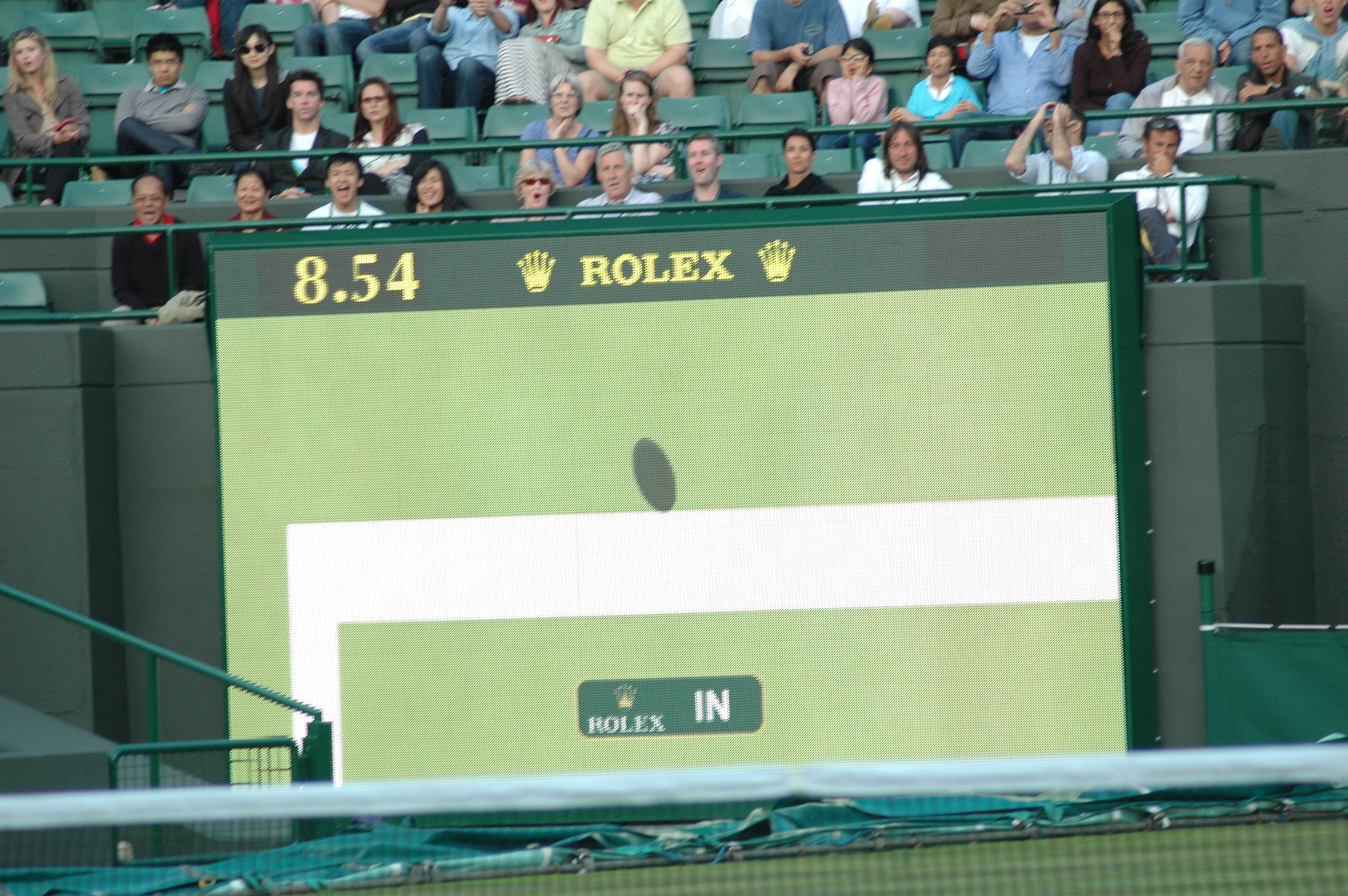
Sólyomszem
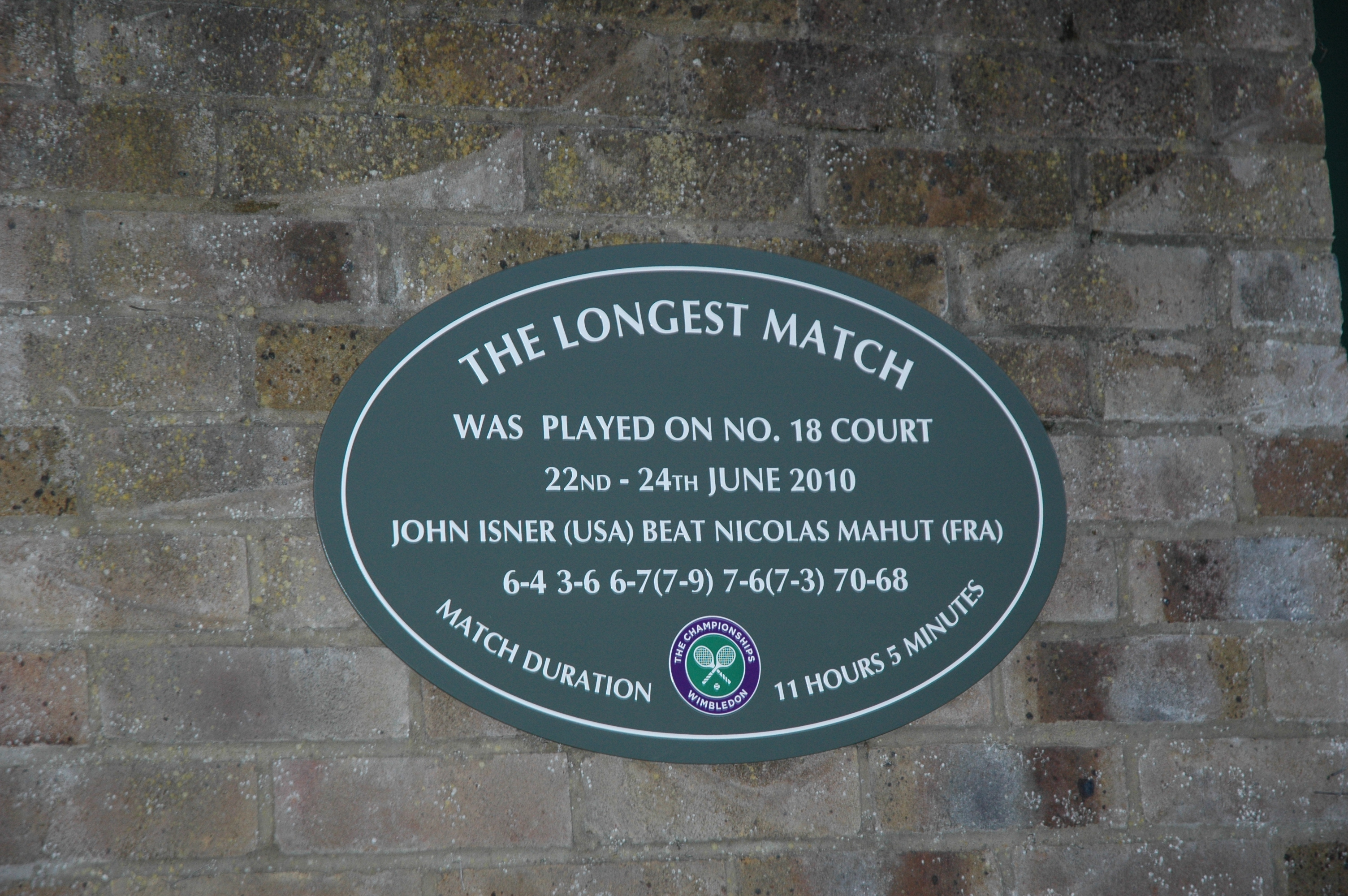
Emléktábla a 2010-es Isner–Mahut-mérkőzésről
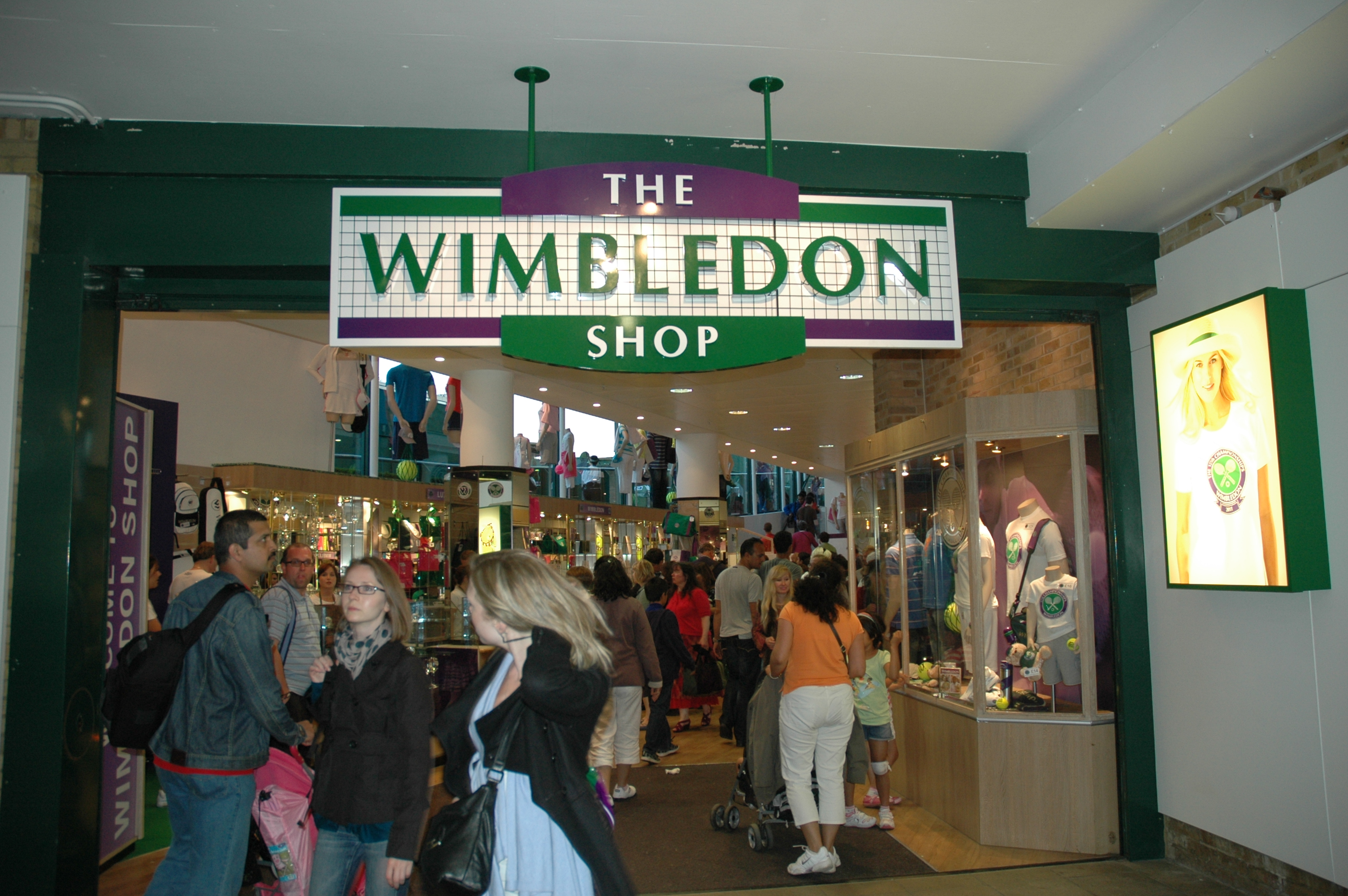
Ajándékbolt
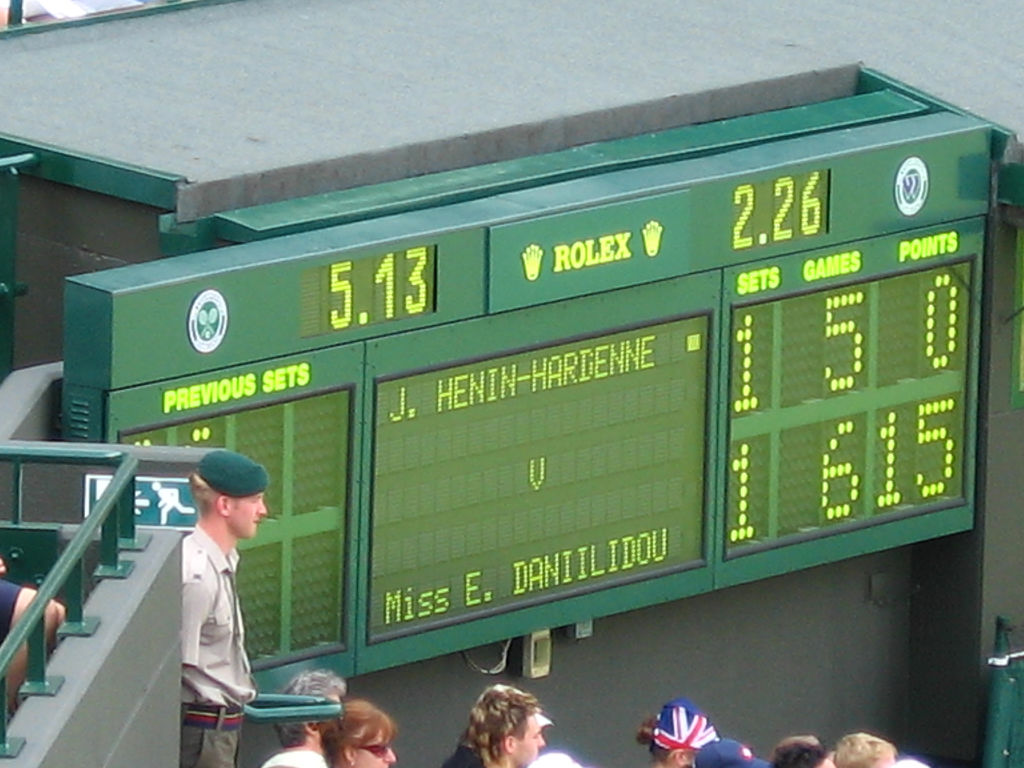
Eredményjelző
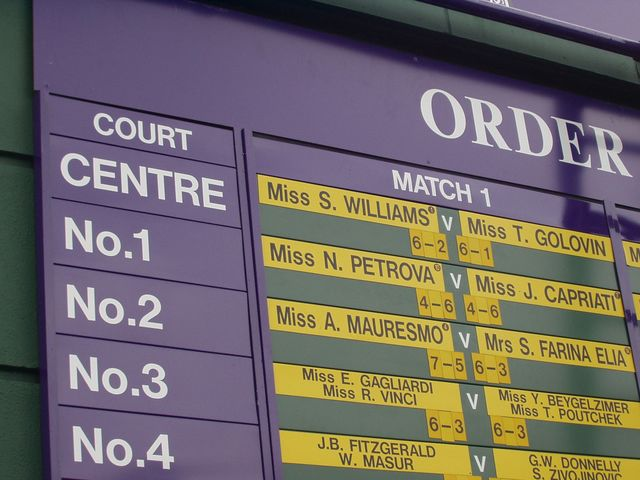
Játékrend
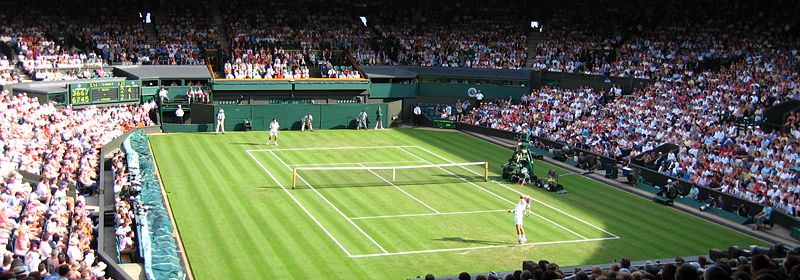
A centerpálya mérkőzés közben (2005)
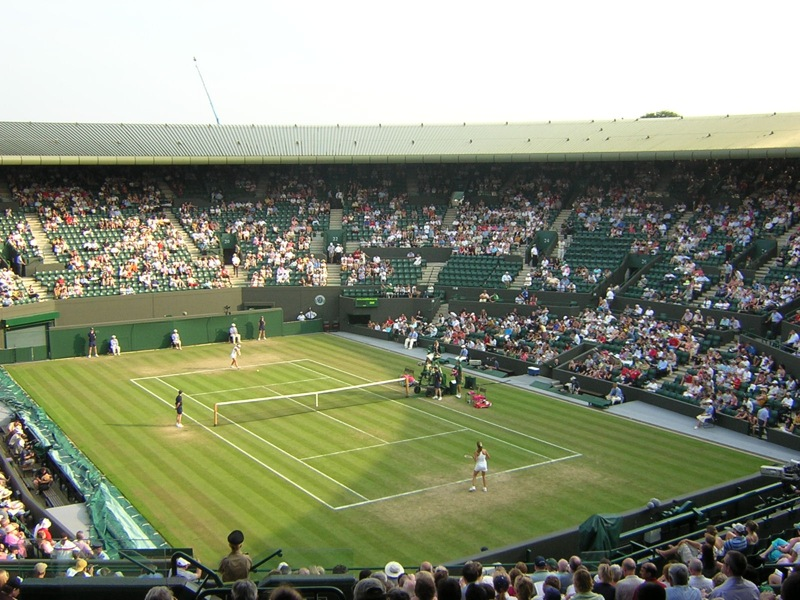
Az 1-es pálya
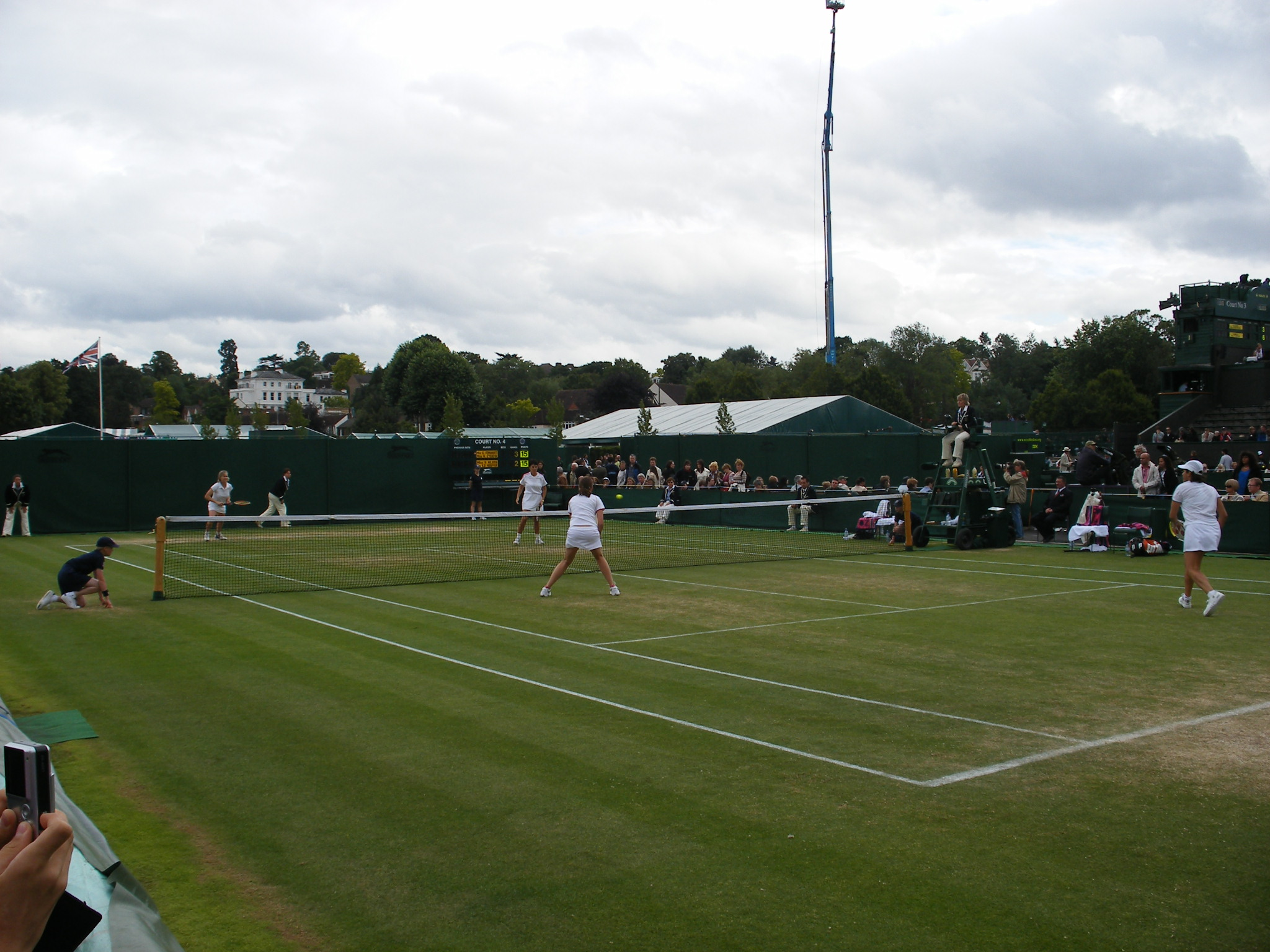
A 4-es pálya
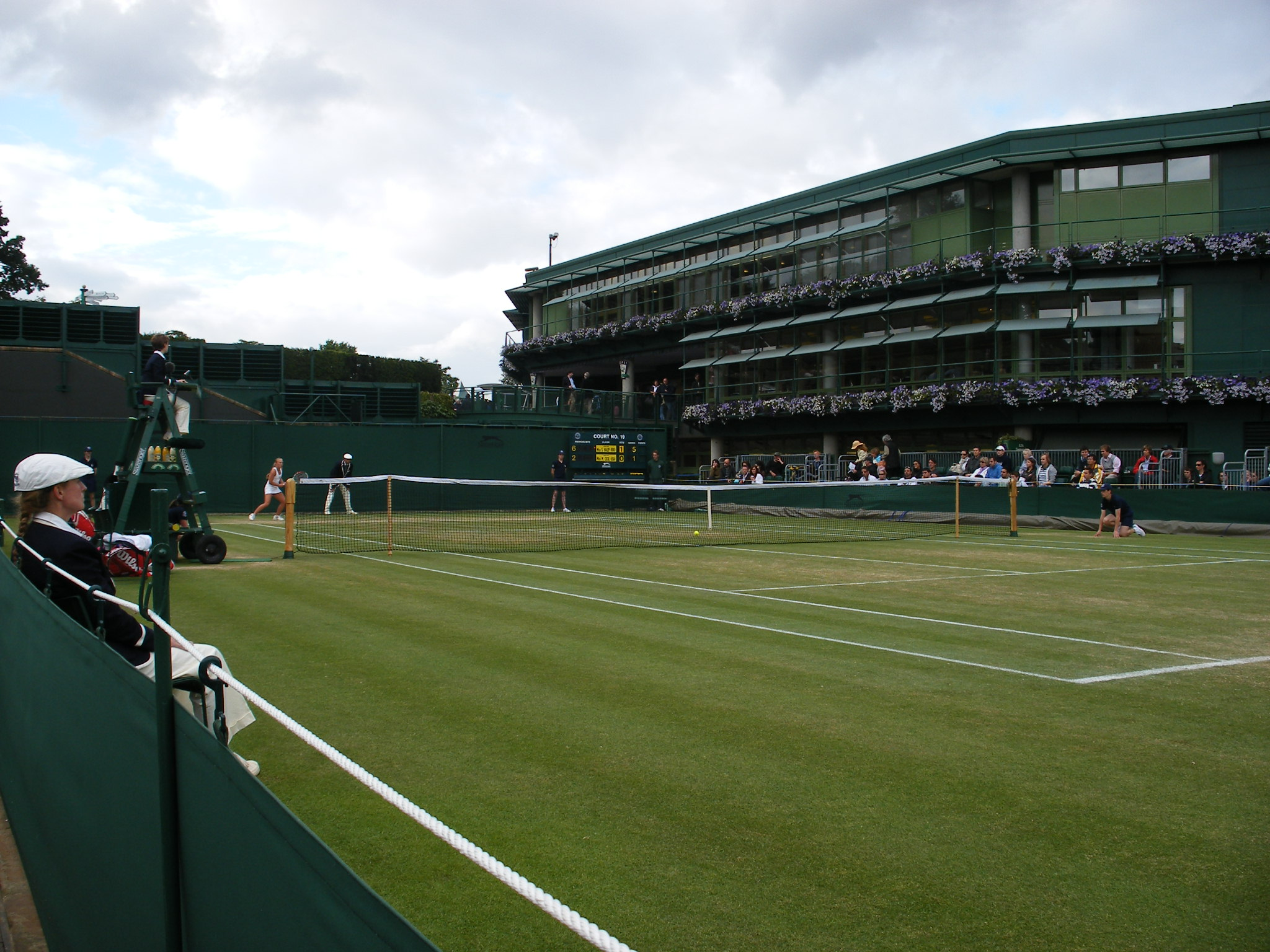
A 19-es pálya
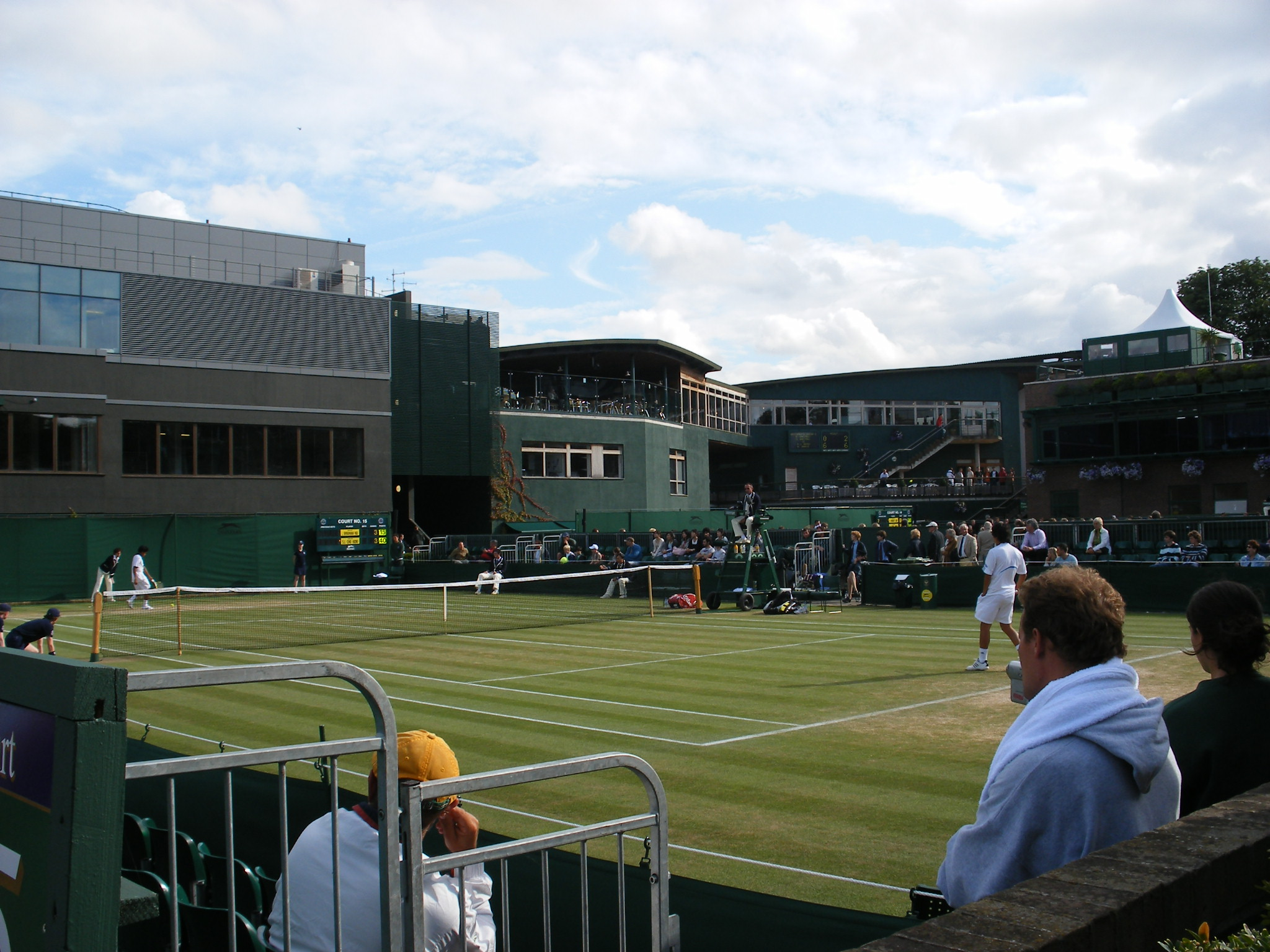
A 15-ös pálya
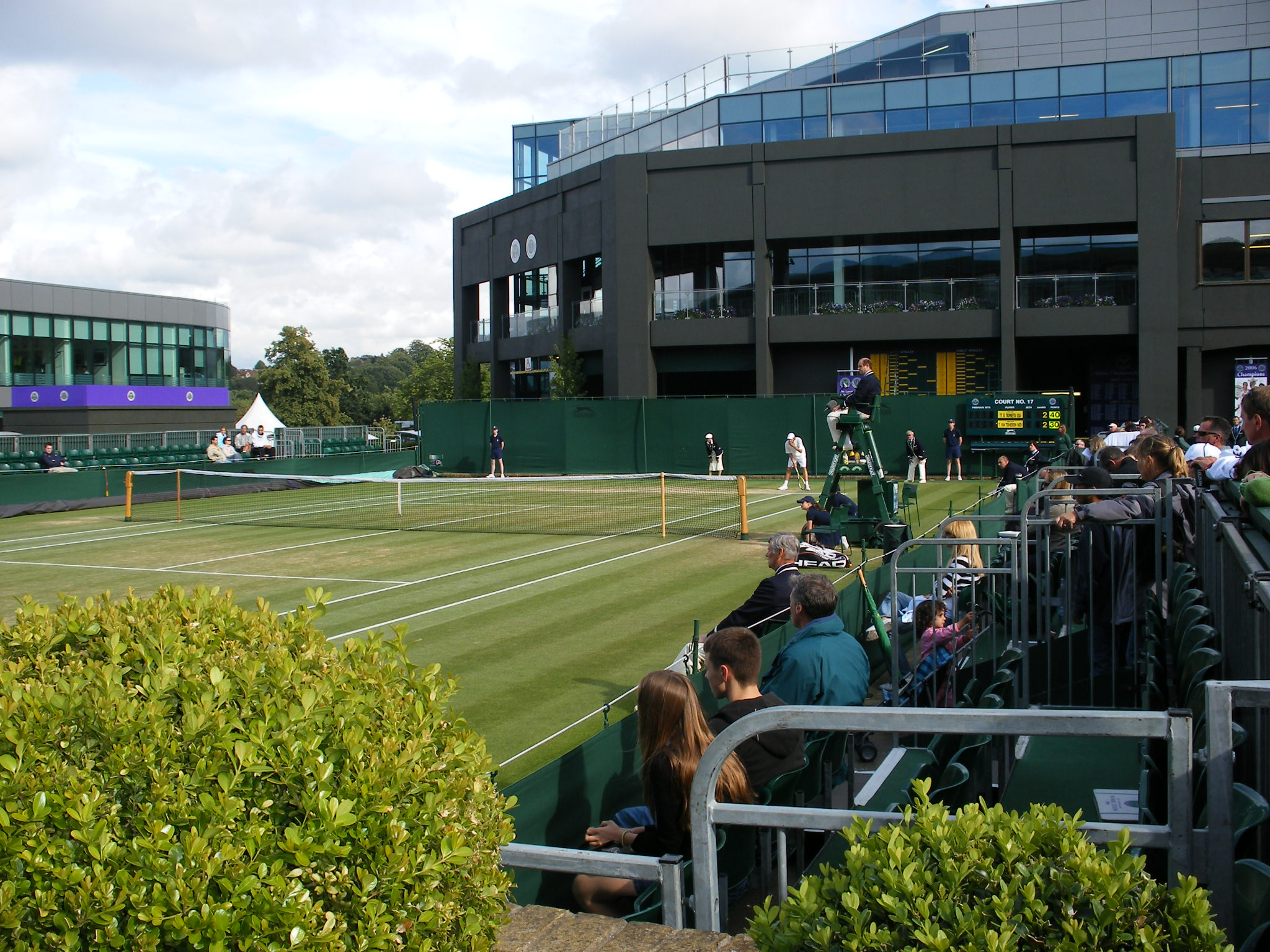
A 17-es pálya
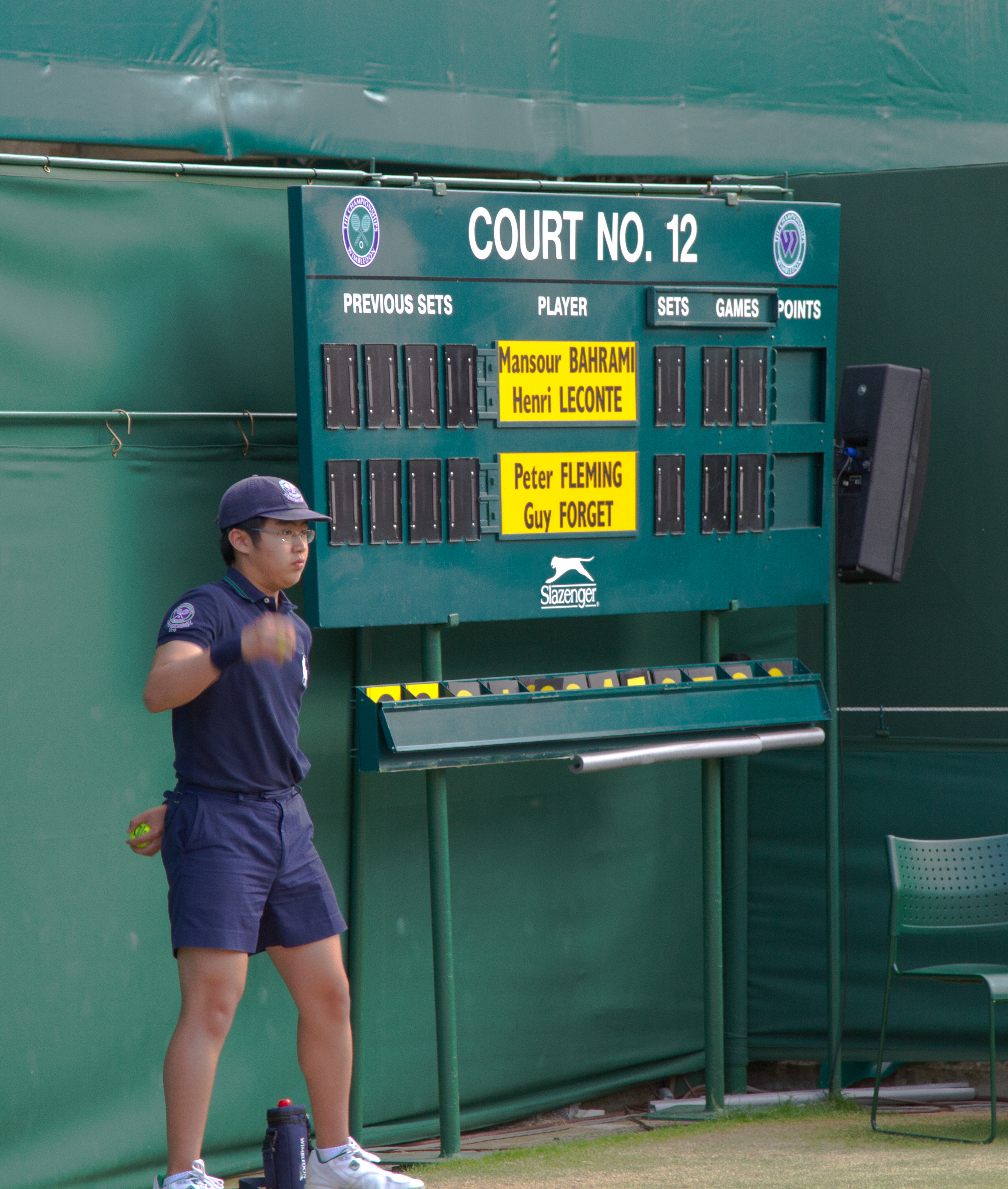
Eredményjelző a 12-es pályán